# Se solicita príncipe azul
Se solicita príncipe azul é uma telenovela venezuelana produzida e exibida pela Venevisión entre 20 de julho de 2005 e 13 de fevereiro de 2006.
Foi protagonizada por Gaby Espino, Rafael Novoa, Daniela Alvarado e Adrián Delgado e antagonizada por Carlos Cruz, Andrés Suárez e Zair Montes.

## Sinopse
María Carlota e María Corina são primas irmãs. Jovens, bonitas e livres. Elas pensam que são opostas polares, mas compartilham uma causa comum: ambas são, até o osso, desapontadas pelos homens.
Essas jovens mulheres são netas de Don Pastor Palmieri, dono de terra, de gado de engorde e amantes da vida nos quatro lados.
María Carlota optou por assumir a propriedade do avô. Ela ama o campo, a vida selvagem e o cheiro de cavalos. María Corina, é uma superstar cosmopolita de publicidade e noites de capital, que não podem viver longe da poluição atmosféricae a vibração da cidade. María Carlota cresceu com três meio-irmãos, filhos da primeira esposa de seu pai falecido. Esses homens ensinaram-no a temer o amor. Com seus dalliances, suas aventuras, suas infidelidades e seu desprezo pelas mulheres, os Rivas são o exemplo perfeito de "homem, não pessoas". Pelo menos, é isso que Maria Carlota acredita. Até que ele conheça Ricardo Izaguirre. O advogado se divorciou e com crianças, de aparência triste e ex-esposa terrível, que o fará perceber que a felicidade nem sempre conhece o conto de fadas. María Corina acredita que encontrou o homem ideal em Joaquín Pérez Luna, seu noivo. Mas essa socialidade decreta não se apaixonar depois de conhecer o gosto da traição. María Corina jura divertir-se com todo homem que passa pela frente.
No entanto, ele será o mais jovem dos três Rivas, o meio-irmão de María Carlota, o viril mas grosseiro Luis Carlos, com o campo em sua alma, aquele que desperta os sentimentos mais estranhos na urbana María Corina, que nunca pensou aquele amor Eu poderia ter um rosto provincial.
María Carlota e María Corina descobrirão, para surpresa de ambos e seus preconceitos, que o príncipe azul existe, só que ele nem sempre vem em um corcel branco ou uma marca conversível ... às vezes ele está na frente dos nossos olhos. É só que talvez tenha a embalagem errada 

## Elenco
- Gaby Espino - Maria Carlota Rivas
- Rafael Novoa - Ricardo Izaguirre
- Daniela Alvarado - Maria Corina Palmieri
- Adrián Delgado - Luís Carlos Rivas
- Raúl Amundaray - Aquiles Pérez Luna
- Estelin Betancor - Corina Palmieri
- Caridad Canelón - India Pacheco
- Carlos Cruz - Santiago Pacheco
- Christina Dieckmann - Victoria
- Guillermo Ferrán - Pastor Palmieri
- Melena Gonzáles - Gloria
- Mauricio Gonzáles - Alcalde
- Juan De Dios Jiménes - Sebastián Izaguirre
- Martín Lantigua - Padre Dativo
- Eduardo Luna - Padre Acacio
- Carlos Augusto Maldonado - Damián
- Liliana Meléndez - Claudia
- Eva Mondolfi - Trinita Pérez Luna
- Zair Montes - Petrica
- Verónica Ortiz - Rebeca
- Jorge Palacios - Federico del Valle
- Carolina Perpetuo - Dalia
- Rafael Romero - Agustín Rivas
- Yván Romero - Manaure
- Patricia Schwarzgruber - Alejandra Izaguirre
- Andres Suarez - Joaquín Pérez
- Kassandra Topper- Elizabeth
- Lourdes Valera - Miriam Rondon
- Roque Valero - Bautista
- Sonia Villamizar - Karina Valiente
- Franklin Virgüez  - Ángel Rivas
- Jose Luís Zuleta - José Ramón Perdomo
- Susana Bonavides - Pasión
- Vicente Tepedino - Leonardo Pimentel